# 검은들창코원숭이
검은들창코원숭이(Rhinopithecus bieti) 또는 윈난들창코원숭이는 긴꼬리원숭이과에 속하는 영장류로 현재 멸종 위기종이다. 중국이 원산지로, 현지에서는 윈난황금머리카락원숭이(滇金丝猴) 또는 검은황금머리카락원숭이(黑金丝猴)로 불린다. 서식지 감소로 멸종 위기에 처해 있다.

## 같이 보기
- 산장빙류